# Dunhill (țigări)

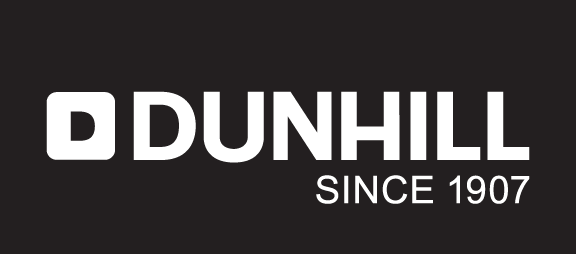
Logo-ul mărcii Dunhill

Dunhill este o marcă de țigări produsă de compania British American Tobacco. Țigările Dunhill au, de obicei, un preț superior mediei în regiunea în care sunt vândute. Ele sunt exportate în mare parte pe tot teritoriul Europei, în Orientul Mijlociu, Asia de Sud, Africa de Sud, Cuba, Coreea de Sud, Argentina, Brazilia, Malaezia (produse de British American Tobacco Malaysia sau Rothmans Grup), Indonezia (fabricate de Bentoel Group), Noua Zeelandă și Australia.
Distribuția în America a țigărilor Dunhill International este realizată de Reynolds American, care produce, de asemenea, marca Camel.
Dunhill (fără „International”) este o versiune mai scumpă produsă de BAT și vândută pe piețele din Europa (inclusiv Rusia), Asia-Pacific și Canada.
Țigările Dunhill au fost popularizate de jurnalistul gonzo Hunter S. Thompson.